# Николаевское муниципальное образование (Фёдоровский район)
Николаевское муниципальное образование — упразднённое сельское поселение в Фёдоровском районе Саратовской области Российской Федерации.
Административным центром и единственным населённым пунктом поселения было село Николаевка.

## История
Статус и границы сельского поселения установлены Законом Саратовской области от 27 декабря 2004 года № 107-ЗСО «О муниципальных образованиях, входящих в состав Фёдоровского муниципального района».
Законом Саратовской области от 22 апреля 2016 года № 43-ЗСО, были преобразованы, путём их объединения, Калдинское, Николаевское и Семеновское муниципальные образования — в Семеновское муниципальное образование, наделённое статусом сельского поселения, с административным центром в селе Семеновка.

## Население
| 2010 | 2011 | 2012 | 2013 | 2014 | 2015 | 2016 |
| ---- | ---- | ---- | ---- | ---- | ---- | ---- |
| 440  | ↘438 | ↗441 | ↘437 | ↘425 | ↗439 | ↗441 |

## Состав сельского поселения
| № | Населённый пункт | Тип населённого пункта       | Население |
| - | ---------------- | ---------------------------- | --------- |
| 1 | Николаевка       | село, административный центр | ↗439      |